# Blanca Vischer
Blanca Vischer (5 tháng 1 năm 1915 - 24 tháng 11 năm 1969) là một nữ diễn viên điện ảnh người Guatemala đã chuyển đến Hoa Kỳ nơi cô thực hiện hầu hết các bộ phim của mình. Vischer thường đóng các vai phụ hoặc phụ, nhưng đôi khi đóng các nhân vật nổi bật hơn, đặc biệt là trong các bộ phim nói tiếng Tây Ban Nha được thực hiện bởi các hãng phim Mỹ như The Tango on Broadway (1934), trong đó cô được trả quảng cáo thứ ba. Vischer cũng xuất hiện trong một số bộ phim México. Năm 1936, cô góp mặt trong bộ phim chiến tranh Hollywood A Message to Garcia (1936).

## Phim được chọn
- The Tango on Broadway (1934)
- Wild Gold (1934)
- Dưới ánh trăng Pampas (1935)
- Cô gái Bohemian (1936)
- Ác quỷ trên lưng ngựa (1936)
- Thông điệp gửi đến Garcia (1936)
- Bạn và tôi (1938)
- The Black Beast (1939)
- Một người đàn ông gầy khác (1939)
- Sự giận dữ của Congo (1951)